# Léon III (pape)
Pour les articles homonymes, voir Léon III.
Léon III, né vers 750 et mort le 12 juin 816 à Rome, est le 96e pape de l'Église catholique, de 795 à 816, canonisé au XVIIe siècle sous le nom de « Saint Léon III » (fête le 12 juin,). Il sacre l'empereur d'Occident Charlemagne en l'an 800.

## Biographie

### Origines et débuts dans la carrière ecclésiastique
Fils d'Asuppius, Léon naît vers 750 à Rome. Il est élevé dès son enfance dans les dépendances de l'église patriarcale de Latran et formé à toutes les sciences divines et ecclésiastiques. Il est d'abord moine de saint Benoît puis devient prêtre et s'élève dans la hiérarchie ecclésiastique. En 795, il est créé cardinal-prêtre au titre cardinalice de Sainte-Suzanne de Rome, et est nommé trésorier pontifical par Adrien Ier.

### Son élection (795)
Il est élu pape le 26 décembre 795, le jour même de l'enterrement de son prédécesseur, Adrien Ier. Aussitôt après son couronnement, il envoie à Charlemagne une lettre l'informant de son élection, les clefs de la confession de saint Pierre et le drapeau de Rome. En réponse, Charlemagne rappelle qu'il est le défenseur de l'Église et joint à son message une partie du trésor pris récemment aux Avars.
Malgré la facilité avec laquelle il a été élu, il se heurte à une certaine hostilité de la part de l'aristocratie romaine, dont nombre de membres sont présents à la tête de l'Église. Il est l'objet de rumeurs sur sa moralité.

### L'attentat de 799 et ses conséquences
Le 25 avril 799, Léon III subit une attaque dirigée par Paschalis, neveu d'Adrien Ier et le primicerius Campulus, voulant le faire disparaître et faire élire pape un membre de leur faction. « Le 25 avril, jour des litanies majeures, le pape devait participer à une procession solennelle (…). Les conjurés résolurent de l'assassiner au passage. Ils s'embusquèrent près du monastère de St-Sylvestre in Capite, et au moment où le pape gagnait l'église, ils se précipitèrent sur lui. Il est frappé et jeté à terre. On essaie de lui couper la langue et de lui crever les yeux. Puis les assaillants (…) le transfèrent, pour plus de sûreté, dans le monastère de Saint-Érasme, sur le Cælius. Là, enfin, se terminent ses épreuves. » Ses défenseurs, un moment désarçonnés et « surpris par les événements, travaillent à le délivrer. Le cubiculaire Albinus prépare son évasion. Le pape s'échappe de nuit, d'une fenêtre, au moyen de cordes et, solidement encadré par ses partisans, se retranche avec eux dans la basilique Saint-Pierre ». Il retrouve sa liberté grâce à une intervention du duc de Spolète avec qui se trouvent des missi dominici de Charlemagne. Léon III se rend ensuite avec une suite de 200 personnes à Paderborn, en Saxe primitive, où se trouve alors Charlemagne. Il y passe environ un mois, et Charlemagne le disculpe de toutes les accusations portées contre lui par ses adversaires à Rome. Léon III rentre à Rome le 29 novembre 799 où il est accueilli par le peuple en liesse.
Par ailleurs, des discussions entre Léon III et Charlemagne ont lieu à plusieurs reprises, mais leur teneur n'est pas connue. Il est très probable que l'accession de Charlemagne au rang d'empereur ait été envisagée dès cette époque.

### Le couronnement impérial de Charlemagne
À Noël, en 800, Léon III couronne Charlemagne Empereur des Romains (Imperator Romanorum) à Rome.
Cependant, durant la cérémonie, le pontife ne s'agenouille pas devant le nouvel empereur. Contrairement à l'usage, il couronne d'abord le nouvel empereur puis le fait acclamer par l'assemblée. Agissant ainsi, il se présente comme "suzerain" de l'empereur. Cet acte symbolique marque le début des luttes entre le pouvoir royal temporel et le pouvoir spirituel de l'Église. D'après Éginhard, « Charlemagne aurait renoncé à entrer dans l'Église ce jour-là, s'il avait pu connaître d'avance le dessein du pontife ». Cet acte de Léon III représenterait une vengeance [? interprétation libre du texte d'Éginhard] à l'égard de Charlemagne qui aurait exigé son couronnement en tant qu'empereur en échange de sa protection envers le pape (voir Charlemagne, la cérémonie du 25 décembre).
En 801, Léon III tente de réunir les deux empires par l'union de Charlemagne et de l'impératrice byzantine Irène l'Athénienne. La déposition de celle-ci l'année suivante ruine ses plans.

### Léon III théologien
Sur le plan théologique, Léon III apparaît comme subordonné à Charlemagne, qui a, dès les années 780, un projet d'unification religieuse de ses royaumes et qui, avec les grands lettrés et hommes d'Église de son entourage (Alcuin en particulier), a joué un rôle important sur quelques points : la lutte contre l'adoptianisme, alors défendu par certains évêques en Espagne ; pour l'insertion du Filioque dans le symbole de Nicée (le Credo) ; contre l'iconoclasme de certains évêques byzantins.
En ce qui concerne la querelle du Filioque, Charlemagne l'ayant fait ajouter dans la liturgie de la cour, le pape proteste en faisant apposer, sur les portes de sa cathédrale, les textes latin et grec du credo original, gravés sur des plaques métalliques.
Léon III meurt en 816. Il est inhumé le 12 juin dans les grottes vaticanes, sous la basilique Saint-Pierre, aux côtés de Léon Ier et Léon II.

## Canonisation
Léon III n'a pas été officiellement canonisé, mais son nom a été inclus dans le Martyrologe romain depuis 1673 par le pape Clément X.

## Télévision
- Charlemagne, le prince à cheval, téléfilm franco-italo-germano-luxembourgeois en trois parties, réalisé par Clive Donner, et diffusé la première fois sur France 2 en 1993, avec Lino Capolicchio dans le rôle de Léon III.